# Famille de Wolbock
La famille de Wolbock est une famille subsistante de la noblesse française, de noblesse d'extraction, originaire de Gueldre et établie en France au XVIe siècle.

## Origines
Cette famille originaire du duché de Gueldre aux Pays-Bas, se fixa en France, en Soissonnais, avec Nicolas de Wolbock, Freiherr  de Wolbock, seigneur du Loo, de Wormes, de Courcelles, d'Applincourt, de Loupeigne, vicomte de Limez, qui obtint des Lettres de naturalisation en 1573, et épousa en 1577 Charlotte de Châtillon d'Harzillemont,. Les Wolbock traduisent Freiherr en "baron", depuis leur naturalisation, bien qu'ils ne soient pas barons français.
Nicolas de Wolbock passa en France avec un corps de reîtres.
Son père et son grand-père Henri et Nicolas de Wolbock seigneurs de Wormser, avaient été au service du Roi de France depuis 1540 et s'étaient distingués, en particulier sous les ordres de monsieur de Longueval , lieutenant pour Sa Majesté au gouvernement de Champagne, lequel avait été envoyé en 1541 par le Roi de France avec une armée de secours, à Guillaume de Clèves dernier duc de Gueldre ; le traité de Venlo du 12 septembre 1543 mettant fin à l'indépendance du Duché de Gueldre au profit de Charles Quint, Nicolas (Klaus) de Wolbock rentra en Ile-de-France avec monsieur de Longueval. François de Wolbock a été en avril 1566 un des signataires du Compromis des Nobles.
Elle posséda les fiefs de Limé, d'Applincourt, de Loupeigne etc.

## Noblesse
La famille de Wolbock fut maintenue noble en 1609 par arrêt de la Cour des Aides de Soissons [Laquelle ?] et le 18 juillet 1667 par M. Dorieu, intendant de Soissons,.
Antoine fils de Nicolas de Wolbock, exempt des gardes du corps du Roi Louis XIII et gentilhomme servant de la Reine en 1617, fut appelé à l'arrière-ban de Soissons en 1635. Il est vicomte de Limé, (Aisne). François de Wolbock, maintenu noble en Soisonnais le 18 juillet 1667, épouse, le 13 juillet 1659, Marguerite de Chatillon d'Harzillemont. Louis-Antoine, gouverneur d'Avesne avant 1754. Louis-François-Armand de Wolbock, vicomte de Limé, blessé à Fontenoy le 11 mai 1745. Jean-Louis-Armand, inspecteur général de la maison des rois louis XVIII et Charles X.
À l'Armorial du Soissonnais de 1680 dressé sur ordre de Louis XIV, on peut lire : « F de Volbocq , sieur de Limaye, originaire d'Allemagne, justifié noble depuis 1573 »,.

## Illustrations familiales
- François de Wolbock, baron de Wolbock, vicomte de Limez, chevalier, seigneur d'Applincourt, enseigne de la compagnie de Grammont à 18 ans, puis lieutenant des chevau-légers du duc d'Orléans. Il épousa le 13 juillet 1659 sa cousine Marguerite de Chastillon d'Harzillemont (née en 1637 décédée le 8 juin 1702), fille de messire Antoine de Chastillon d'Harzillemont, vicomte de Lhuys, seigneur de Merval et autres lieux, gentilhomme du prince de Condé, écuyer du prince et de la princesse Henri de Bourbon, comte et comtesse de Soissons, et de demoiselle Marguerite Dieudonné de Tagnières, et petite-fille de Nicolas de Chastillon d'Harzillemont, gentilhomme de la chambre du Roi[11],[12].
- Louis François Armand de Wolbock, baron de Wolbock, vicomte de Limez, né le 24 octobre 1724 et mort le 8 septembre 1801 à Paris. Colonel d'infanterie. En 1745 il est avec son père à la bataille de Fontenoy. De 1735 à 1767, il participe à 19 sièges et reçoit 5 blessures. Il est nommé chevalier de Saint Louis en 1747.

Dernier représentant de la famille, avant 1789, ses biens sont vendus aux enchères en 1793 et il vient habiter à Braine en compagnie de Marie Ambroise Monu (née à Braine le 26 juin 1765, fille de Charles Monu et de Dorothée Fonsteinman). « Celle-ci met au monde un garçon: Jean Louis Armand le 4 mai 1792. Louis François Armand de Wolbock reconnaît l'enfant, le 9 avril 1793. Lors du recensement du 20 Nivôse an IV, le citoyen Wolbock se déclare âgé de 71 ans et être « pensionnaire de la République ». Marie Ambroise Monu n'a que 28 ans et se dit « sans état ». La différence d'âges très appréciable ne fait pas obstacle à leur mariage qui se réalise le 24 Prairial an IV (12 juin 1796), dans leur maison et probablement in articulo mortis. Leur fils est naturellement légitimé par cette union tardive »,.
Emprisonné à Paris, il fut ensuite assigné à résidence dans son domicile de Braine et placé sous la surveillance du comité révolutionnaire de la commune de Braine jusqu'au 11 frimaire an III. La Révolution contraint sa jeune veuve Marie Ambroise Monu à l'indigence. « Réduite à la dernière misère, elle était obligée de faire des balais de bouleau, qu'elle allait vendre pour soutenir son existence et celle de son enfant ; elle ne demandait pas, mais elle recevait l'aumône. Le 3 mars 1814, Marie de Monu apprend que Napoléon est à Château-Thierry. Elle y court avec son fils, elle demande à être « présentée à l'Empereur « Sire, dit-elle, je suis la Baronne de Wolbock, voici tous nos titres, mais mon enfant et moi, nous n'avons pas de pain. » L'Empereur, touché de tant de misère, lui promet de s'occuper d'elle, et son enfant fut mis à la charge de l'Empire » .
- Jean Louis Armand de Wolbock, baron de Wolbock, vicomte de Limez, né le 4 mai 1792, inspecteur général de la maison du roi, commandeur des ordres de Charles III d'Espagne, de la Vigilance et du Faucon Blanc de Saxe-Weimar, chevalier de la Légion d'Honneur et de l'ordre royal et militaire de Saint Henri de Saxe[17]. Il fit plusieurs campagnes sous l'uniforme de l'Empire, dont celle de 1813, en Saxe, dans laquelle il délivra le village de Tschirna, au moment où il allait être réduit en cendres. Il faisait partie de la garnison de Torgau sur l'Elbe, après la bataille de Leipzig. Forte de 30000 hommes à la fin d'octobre, elle était réduite à 1800 lorsqu'elle capitula à la mi-décembre 1813. Il était donc prisonnier de guerre au moment de la Restauration en 1814. Marié à Rose Marie de Launay de Baderais (1808-1862), il meurt le 5 mai 1861. Il est mentionné dans les correspondances de Johann Wolfgang Goethe[18],[19].
- Rose Charles Armand de Wolbock-Châtillon, baron de Wolbock, vicomte de Limez, né le 27 avril 1828 à Paris 10e[20], chevalier de l'ordre du Saint Sépulcre de Jérusalem, chevalier de l'ordre royal d'Isabelle la Catholique (1874), marié le 14 septembre 1853 avec Françoise Marie de La Grandière (1834-1861), décédé le 3 août 1901 à Carnac[21]. En 1861 il s'enrôle aux Zouaves Pontificaux et part à Rome défendre le Souverain Pontife où le capitaine de Beaurepaire de Louvigny remarque "son courage militaire et civique". En février 1863, le journal de Toulouse mentionne que « M. de Wolbock, ancien zouave pontifical, a été rayé de la liste électorale de sa commune comme ayant pris sans autorisation son service à l’étranger. On lit à ce sujet dans le Journal de Rennes : Le juge de paix de Guignen, dans son audience de vendredi dernier, a statué sur la réclamation de M. le baron de Wolbock, demandant contre le maire de Guignen son maintien sur les listes électorales de cette commune, le juge de paix s'est déclaré incompétent pour trancher la question d'état préjudicielle à celle qui était soulevée devant lui, et, faisant droit à la demande de M. de Wolbock, il l’a renvoyé à se pourvoir d'ici un mois devant les juges compétents ». Engagé le 16 août 1870 pour servir dans l'armée auxiliaire, il est attaché à la défense du 6e secteur de Paris comme officier d'ordonnance du vice-amiral Fleuriot de Langle, faisant fonction de major de tranchée. Le 2 février 1871 il est nommé chevalier de la Légion d'Honneur avec la mention "Brave parmi les plus braves" comme capitaine aux tirailleurs éclaireurs parisiens[22]. En 1867 il crée un établissement ostréicole dans la baie de Quiberon et développa des travaux ostréicoles qui lui valurent une médaille d'or de la Société d'Acclimatation[23].
- Gérard de Wolbock-Châtillon (1930), combattant de la guerre d'Indochine, décoré de la Légion d'honneur à titre militaire (2017)[24],[25].

## Armoiries
De gueules, à la fasce d'or.
Supports : deux lions d'or, l'écu timbré d'un casque de chevalier sommé d'une couronne de comte ; cimier : une croix de Jérusalem.

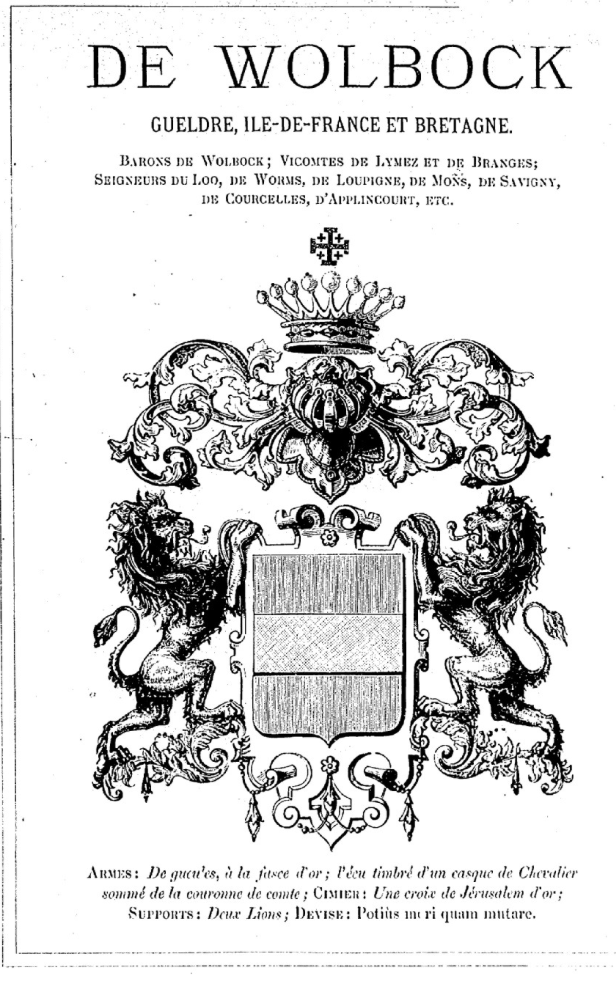
Le Nobiliaire universel, ou Recueil général des généalogies historiques et véridiques des maisons nobles de l'Europe / publié sous la direction de Mr L. de Magny - 1877

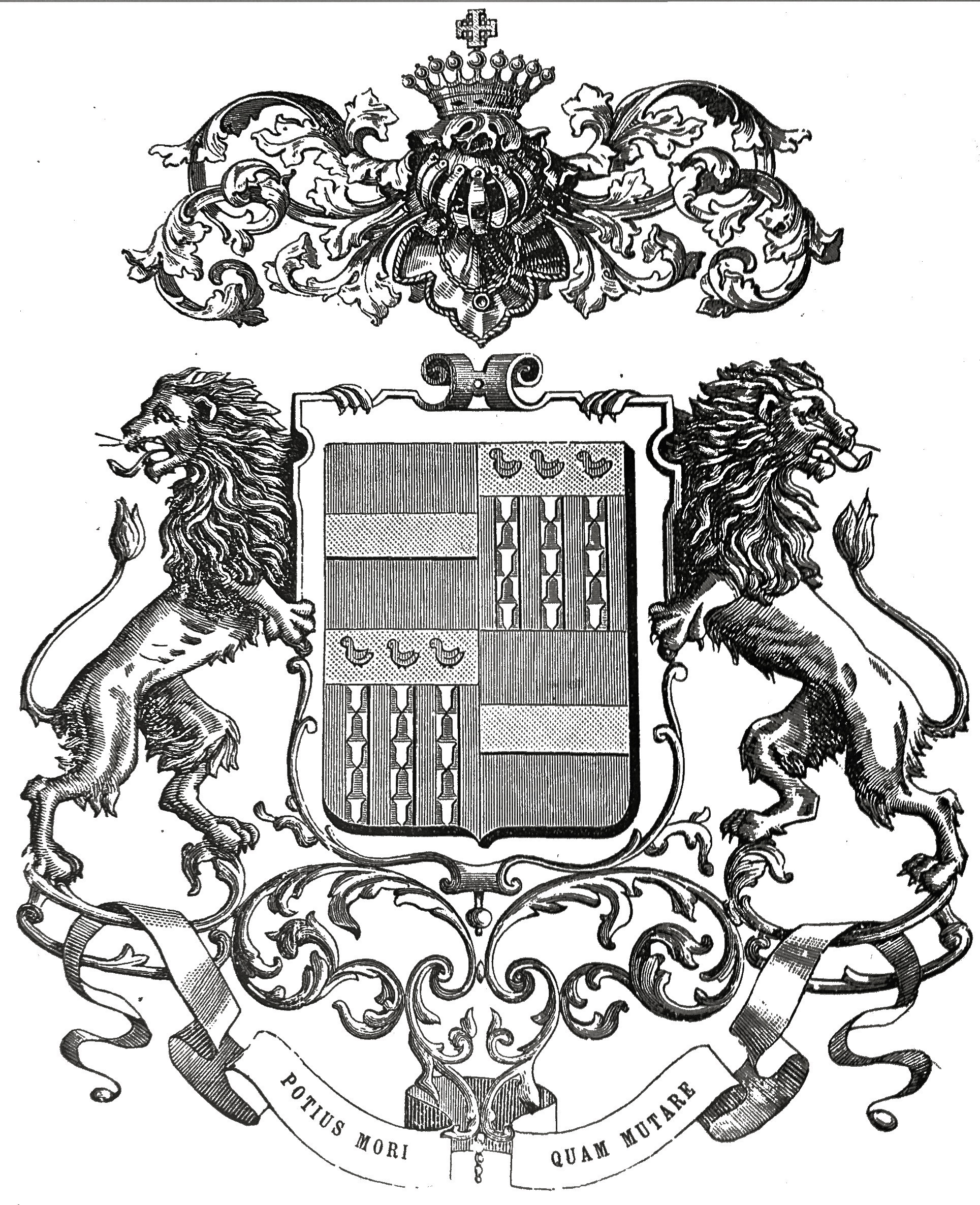
Armes pleines Wolbock-Châtillon, éditées à Rennes au XIXe (date à retrouver)

## Alliances
La famille de Wolbock s'est alliée aux familles: de Lescouët (1609), de Héricourt, de Lafont (1617), de Mercery, Monu (1796), de Launay de Baderais (1827), de La Grandière (1853), Cortyl de Witshove (1883), de Lorgeril, Bodard de la Jacopière, de Roussel de Préville, Savoye de Puineuf, Le Tourneux de La Perraudière, etc.